# 喬爾諾洛茲卡
49°11′44″N 35°47′56″E / 49.19556°N 35.79889°E
喬爾諾洛茲卡（烏克蘭語：Чорнолозка），是烏克蘭東部的村莊，隸屬哈爾科夫州的別列斯京區。該村始建於1900年，面積1.07平方公里，海拔高度106米，2001年人口374，人口密度每平方公里349.5人。